# Toxorhynchites gravelyi
Toxorhynchites gravelyi är en tvåvingeart som först beskrevs av Edwards 1921.  Toxorhynchites gravelyi ingår i släktet Toxorhynchites och familjen stickmyggor. Inga underarter finns listade i Catalogue of Life.